# Hazlerigg
Hazlerigg est une paroisse civile et un village de 980 habitants (2011) situé au nord de la cité de Newcastle upon Tyne, dans le comté du Tyne and Wear, en Angleterre.